# Willi Mai
Friedrich Wilhelm Mai (* 21. November 1912 in Pirmasens; † 9. März 1945 in Székesfehérvár) war ein deutscher Volkskundler in der Zeit des Nationalsozialismus. Als Wissenschaftler lebte er in Berlin.

## Leben
Willi Mai legte 1938 die wissenschaftliche Staatsprüfung für das höhere Lehrfach in Deutsch, Geschichte und Erdkunde ab und wurde im selben Jahr aufgrund der Dissertation Die pfälzischen Volkssagen und ihre gestaltenden Kräfte; Teil I: Sagen aus religiösem Erlebnis nach der mündlichen Prüfung summa cum laude promoviert.
Er ging dann auf Empfehlung seines Referenten Otto Maußer, Professor der Albertus-Universität Königsberg, an das „Zentralarchiv der deutschen Volkserzählung, Berlin“, um dort den zweiten Teil seiner Doktorarbeit als Vorbereitung auf die Habilitation weiterzuverfolgen.
Nach der Angliederung des Zentralarchivs an die „Forschungsgemeinschaft Deutsches Ahnenerbe“ trat Mai zum 1. August 1938 der SS bei (SS-Nummer 309.456). Hieraus resultierten jedoch auch private Probleme im Zusammenhang mit der geplanten Hochzeit mit Marianne Direder.
Zwischen September 1938 und April 1939 wurde Willi Mai mehrfach aufgefordert, „vormilitärischen Dienst“ in der SS zu tun, was er mit der Begründung ablehnte, er sei erstens Leutnant der Reserve und habe ein Jahr freiwilligen Heeresdienst abgeleistet und zweitens wissenschaftliche Arbeit zugesagt bekommen und gedenke zu arbeiten. Nach weiterer Weigerung und einem schriftlichen Verweis wurde er im Mai 1939 fristlos entlassen und gleichzeitig zum einfachen Soldaten degradiert.
Dennoch wurde er für die „Forschungsgemeinschaft Deutsches Ahnenerbe e. V.“ weiterhin als Mitarbeiter eingesetzt und erhielt hierbei auch den Auftrag, unter der Gesamtleitung von Wolfram Sievers bei der im Juli 1940 konstituierten „Kulturkommission Südtirol“ als Leiter der Abteilung „Volkerzählung“ tätig zu werden.
Die „Kulturkommission Südtirol“ wurde von Heinrich Himmler eigens dazu eingerichtet, gemäß dem Hitler-Mussolini-Abkommen die Umsiedlung der Südtiroler im Rahmen der Option in Südtirol zu organisieren und hierzu wichtiges „Volksgut“ zu erhalten.
Bis Anfang März 1941 sammelte Mai ca. 2000 Belege von Volkserzählungen. Er zog hierzu mit Notizblock oder Tonbandaufnahmegerät durch Südtirol, um Erzählungen, wie Sagen, Schwänke, Schnurren und Witze, aus Südtirol und dem Kanaltal aufzunehmen.
Die als Makel empfundene Degradierung und die darauf folgenden Überwachungen (viele seiner Feldpostbriefe kamen geöffnet an) brachten ihn dazu, sich 1941 freiwillig für die Leibstandarte SS Adolf Hitler für den Fronteinsatz zu melden. Er wurde daher im Dezember 1941 eingezogen und nahm am Krieg gegen die Sowjetunion teil.
Ab September 1942 war Mai im „Germanischen Wissenschaftseinsatz“ für die „Forschungsgemeinschaft Deutsches Ahnenerbe e. V.“ auf der Suche nach Freiwilligen für die Waffen-SS in den besetzten Niederlanden tätig, bevor er im Frühjahr 1943 erneut eingezogen wurde. Zum 20. April 1943 wurde er zum SS-Untersturmführer und zum 21. Juni 1944 zum SS-Obersturmführer befördert.
Willi Mai fiel am 9. März 1945 als Oberleutnant in Székesfehérvár in Ungarn.

## Schriften (Auswahl)
- Leander Petzoldt (Hrsg.): Sagen, Märchen und Schwänke aus Südtirol. Tyrolia-Verlag, Innsbruck, Wien 2000/2002 (2 Bde., im Auftrag der Gesellschaft für Tiroler Volkskultur).

1. Wipptal, Pustertal, Gadertal. 2000, ISBN 3-7022-2227-8.
2. Bozen, Vinschgau und Etschtal. 2002, ISBN 3-7022-2228-6.

- Die pfälzischen Volkssagen und ihre gestaltenden Kräfte. Sagen aus religiösem Erlebnis. Noske, Borna 1940 (zugleich Dissertation, Universität Königsberg), Digitalisat im Internet Archive.